# Kettle (relieve)

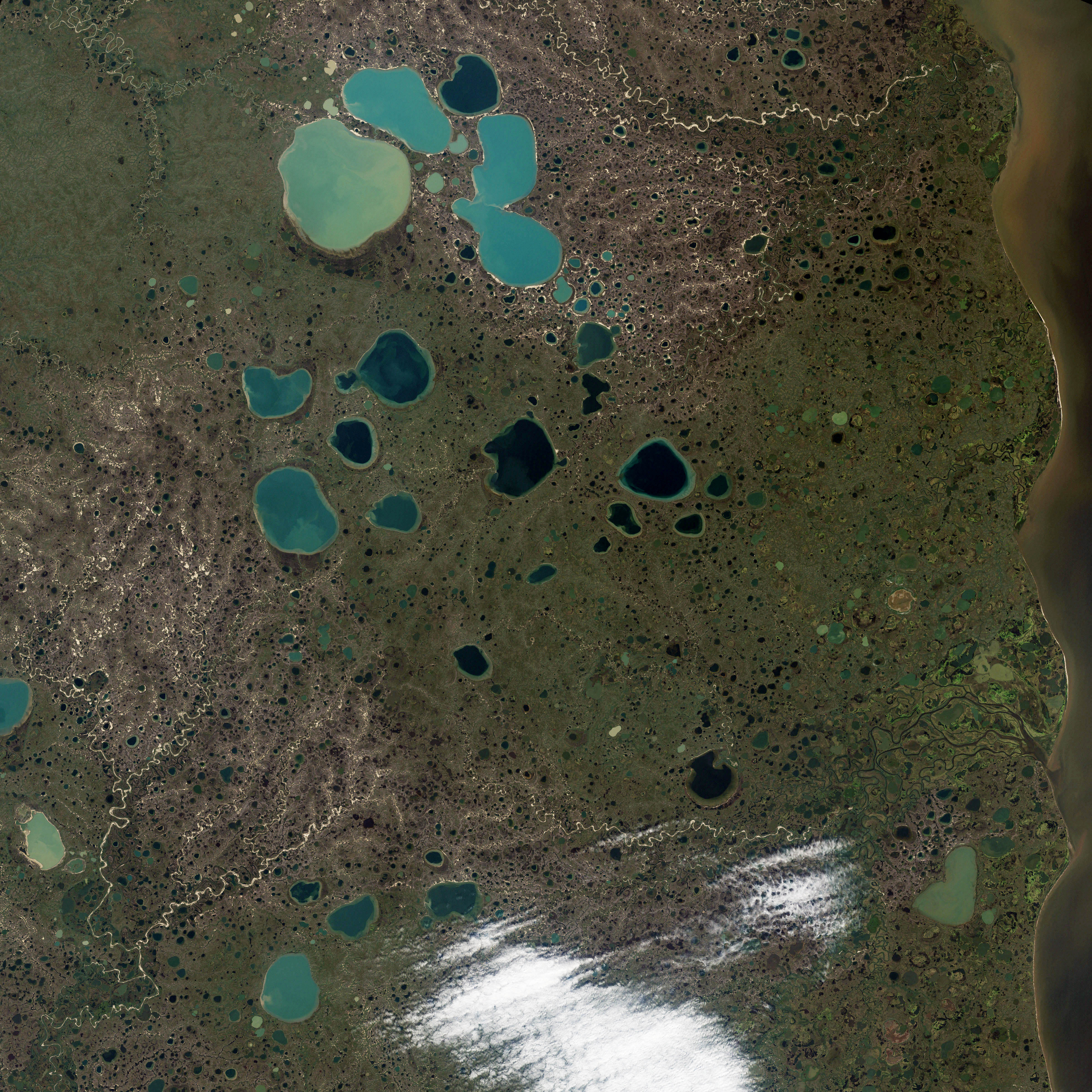
Imagen de satélite de los lagos de kettle en la península de Yamal (norte de Siberia), junto al golfo del Obi (derecha). Los colores del lago indican cantidades de sedimento o profundidad.

Un kettle (también conocido como hoyo de tetera  o bache) es una depresión o un agujero en un sandur formado por el retroceso de glaciares o el drenaje de aguas de inundaciones. Los kettle se forman como resultado de los bloques de hielo que dejan los glaciares en retroceso, que quedan rodeados por sedimentos depositados por corrientes de agua de deshielo a medida que aumenta la fricción. El hielo queda enterrado en el sedimento y cuando se derrite, queda una depresión llamada kettle, creando una apariencia de hoyuelos en la llanura aluvial. Los lagos suelen llenar estas teteras; estos se llaman lagos con agujeros de caldera. Otra fuente es el drenaje repentino de un lago represado por hielo y cuando el bloque se derrite, el agujero que deja es un kettle. A medida que el hielo se derrite, se pueden formar murallas alrededor del borde del agujero de la tetera. Los lagos que llenan estos agujeros rara vez tienen más de 10 m de profundidad, y finalmente acaban siendo colmatados por los sedimentos. En condiciones ácidas se pueden formar turberas, mientras que en caso contrario se generan zonas pantanosas de carácter alcalino.

## Descripción general
Las kettle son accidentes geográficos fluvioglaciales que se producen como resultado de bloques de hielo que se desprenden del frente de un glaciar en retroceso y quedan parcialmente o totalmente enterrados por el deslave glacial. El deshielo glacial se genera cuando corrientes de agua de deshielo se alejan del glaciar y depositan sedimentos para formar amplias llanuras llamadas sandurs. Cuando los bloques de hielo se derriten, quedan hondonadas en los sedimentos de estas llanuras, de forma que el desarrollo de numerosos agujeros de kettles altera la superficie, y se forma un conjunto desordenado de crestas y montículos, que se asemejan a la topografía denominada de kames y calderas. Los agujeros de caldera también pueden presentarse en depósitos con forma de crestas de fragmentos de roca sueltos, llamados till.
Los agujeros de los kettles pueden formarse como resultado de inundaciones causadas por el drenaje repentino de un lago represado por el hielo. Estas inundaciones, llamadas jökulhlaups, suelen depositar rápidamente grandes cantidades de sedimentos en la superficie del sandur. Los agujeros de las calderas se forman a partir de bloques de hielo ricos en sedimentos que se derriten y que fueron transportados y enterrados por los jökulhlaups. En observaciones de campo y simulaciones de laboratorio realizadas por Maizels en 1992, se descubrió que se forman murallas alrededor del borde de los agujeros de caldera generados por los jökulhlaups. El desarrollo de distintos tipos de murallas depende de la concentración de fragmentos de roca contenidos en el bloque de hielo derretido y de la profundidad a la que el bloque quedó enterrado por los sedimentos.
La mayoría de los agujeros de los kettles tienen menos de dos kilómetros de diámetro, aunque algunos en el Medio Oeste de Estados Unidos superan los diez kilómetros. El lago Puslinch en Ontario, Canadá, es el lago kettle más grande de Canadá y abarca 160 hectáreas. Fish Lake en las Montañas Cascade del centro-norte del estado estadounidense de Washington tiene 200 hectáreas.

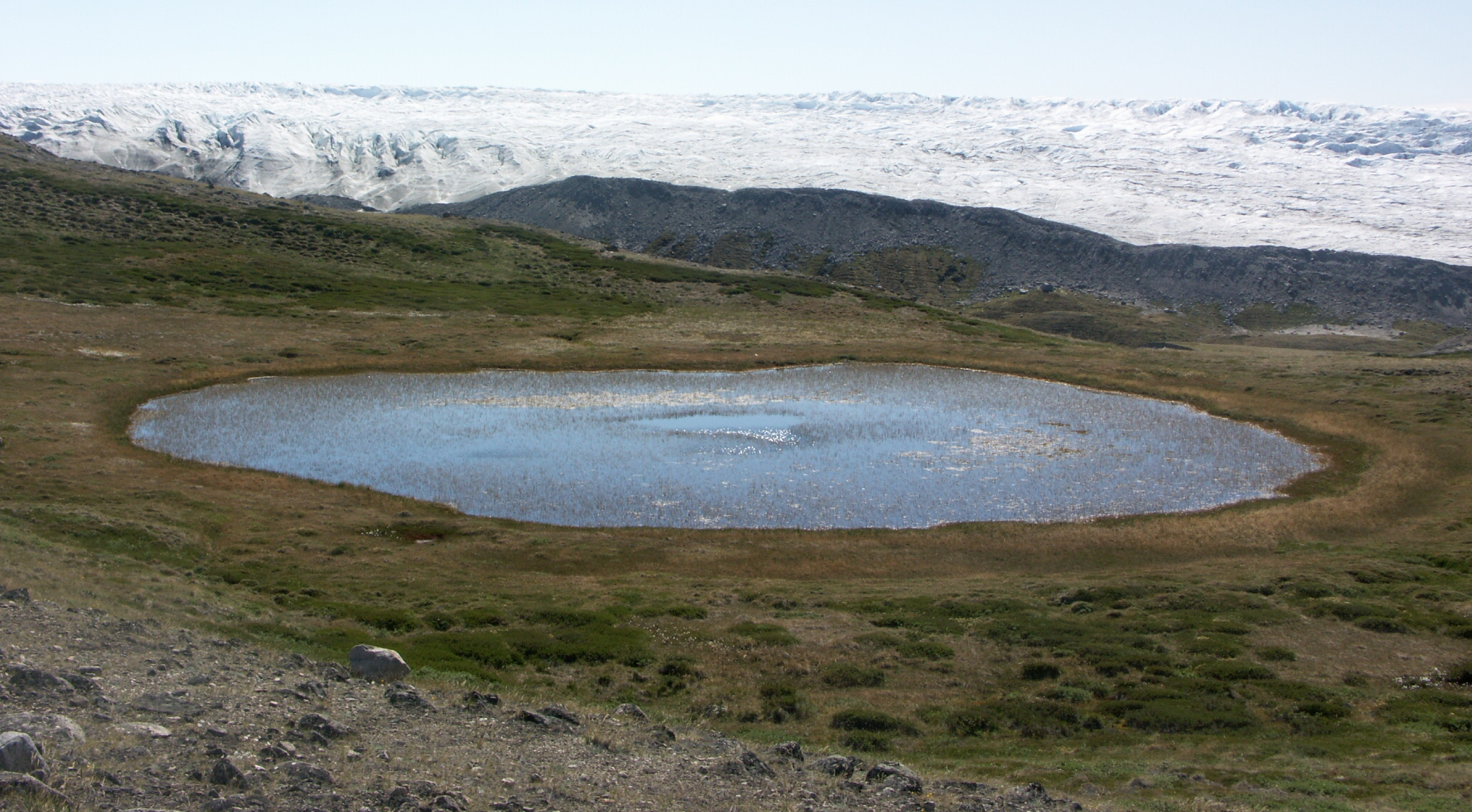
Una tetera en las tierras altas de Isunngua, en el centro-oeste de Groenlandia

La profundidad de la mayoría de las teteras es de menos de diez metros. En la mayoría de los casos, los agujeros de laos kettles eventualmente se llenan de agua, sedimentos o vegetación. Si la tetera se alimenta de ríos o arroyos superficiales o subterráneos, se convierte en un lago de tetera. Si el kettle recibe su agua de la precipitación, del nivel freático o de una combinación de ambos, se denomina estanque de kettle o humedal de kettle, si tiene vegetación. Los estanques de kettles que no se ven afectados por el nivel freático generalmente se secan durante los cálidos meses de verano, en cuyo caso se consideran efímeros.

## Pantanos
Si la descomposición de la materia vegetal orgánica hace que el agua de una tetera se vuelva ácida, se transforma en una turbera. Por otro lado, si los suelos subyacentes son a base de cal y neutralizan ligeramente las condiciones ácidas, también se convierte en una turbera. Estos ecosistemas son cerrados, ya que su única fuente de agua es la precipitación. Las turberas ácidas y las calderas de agua dulce son nichos ecológicos importantes para algunas especies simbióticas de flora y fauna.

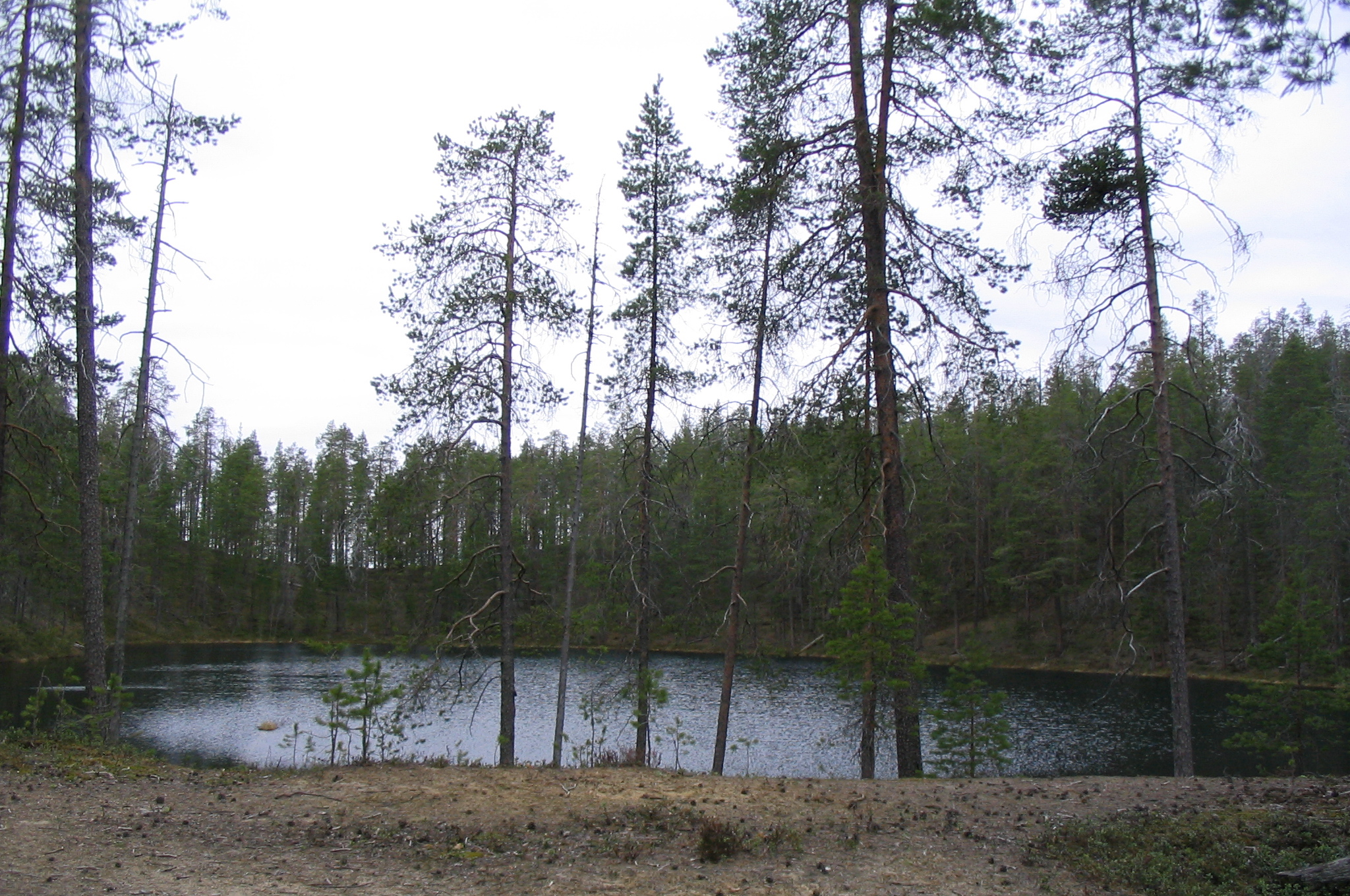
Un estanque en la zona de senderismo de Hossa, Suomussalmi, Finlandia

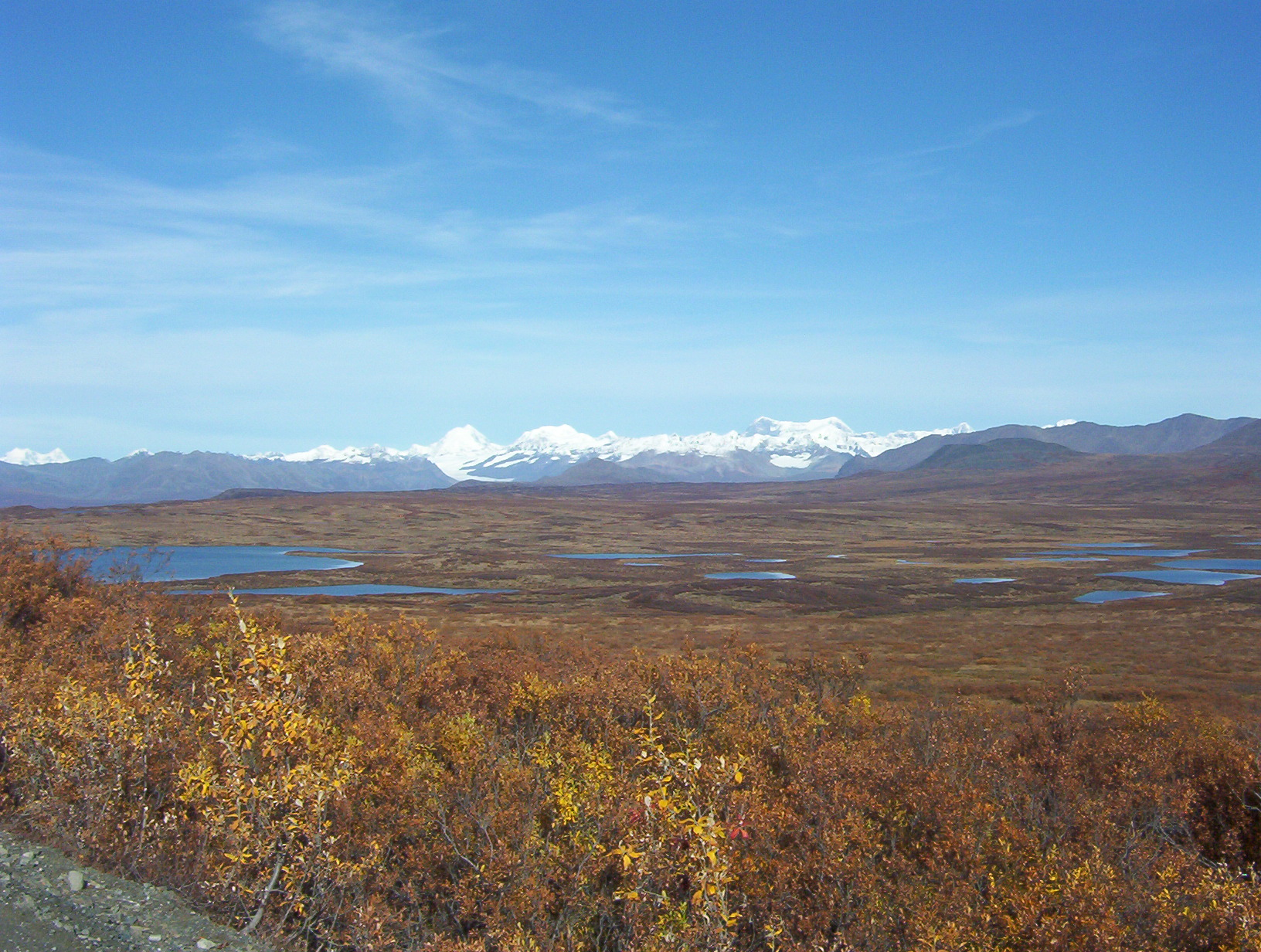
Numerosos lagos hervidor bordean la autopista Denali en Alaska

Kettle Moraine, una región de Wisconsin que cubre un área desde la bahía de Green Bay hasta el centro-sur de Wisconsin, tiene numerosas calderas, morrenas y otras características glaciales. Tiene muchos lagos, algunos de los cuales miden entre 61 m profundo.

## Ejemplos
La región conocida como Prairie Pothole se extiende desde el norte de Alberta, Canadá, hasta Iowa, Estados Unidos, y abarca una gran cantidad de pequeñas depresiones y lagos.
- Austria
  - Meerauge, Bodental
  - Zmulner See, Carinthia (Kärnten)
- Canadá
  - Ontario
    - Algonquin Park, Spruce Bog trail
    - Bond Lake
    - Heart Lake
    - Kettle Lakes Provincial Park
    - Lago Wilcox
    - Musselman Lake
    - Preston Lake
    - Puslinch Lake

  - Nuevo Brunswick
    - MacLaren Pond, Fundy National Park
- Finlandia
  - Syvyydenkaivo, Rokua National Park
- Alemania
  - Eggstätter Seen, Bayern
  - Müggelsee, Berlín
  - Oberwaldbacher See, Bayern
  - Osterseen, Bayern
  - Schluisee, Bayern
  - Seeoner Seen, Bayern
  - Teupitzer See, Brandenburgo
  - Tüttensee, Bayern
  - Ukleisee, Schleswig-Holstein
  - Weisser See, Berlín
- India
  - Sela Pass, Arunachal Pradesh
- Nueva Zelanda
  - Lake Matheson
- Reino Unido
  - Inglaterra
    - Aqualate Mere, Staffordshire
    - Barelees Pond, Northumberland
    - Breckland, Norfolk/Suffolk llamado pingo ponds.
    - Bomere Pool, Shropshire
    - Campfield Kettle Hole, Northumberland
    - Hatchmere, Cheshire
    - Talkin Tarn, Cumbria
    - Tarn Wadling, Cumbria
    - Wormingford Mere, Essex

  - Escocia
    - Belston Loch
    - Blae Loch
    - Helenton Loch
    - Loch Brown
    - Loch Fergus
    - Loch Morlich
- Estados Unidos
  - Illinois
    - Volo Bog

  - Indiana
    - Pinhook Bog

  - Iowa
    - Clear Lake

  - Massachusetts
    - Cliff Pond
    - Fresh Pond
    - Jamaica Pond
    - Houghton´s Pond
    - Scargo Lake
    - Spy Pond
    - Walden Pond

  - Geología de Michigan
    - Heart Lake
    - Tee Lake
    - Thumb Lake
    - Walled Lake

  - Nuevo Hampshire
    - Phillbrick-Cricenti Bog
    - Ponemah Bog
    - Spruce Hole Bog

  - Nueva York
    - Artist Lake
    - Lake Success
    - Mendon Ponds
    - Ronkonkoma Lake
    - Round Lake, Condado de Saratoga

  - Ohio
    - Aurora Lake
    - Brady Lake
    - Calamus Swamp
    - Geauga Lake
    - Lake Anna, Barberton (Ohio)
    - Lake Kelso
    - Stage´s Pond State Nature Preserve
    - Triangle Lake Bog, Ravenna

  - Pensilvania
    - Conneaut Lake

  - Rhode Island
    - Ell Pond

  - Washington
    - Fish Lake
    - Whidbey Island

  - Wisconsin
    - Elkhart Lake
    - Mauthe Lake
    - Kettle Moraine
- Venezuela
  - Kettle Mucubají

## Otras lecturas
- Wikimedia Commons alberga una categoría multimedia sobre Kettle.

- Geología de la Edad del Hielo Reserva Científica Nacional de Wisconsin Monografía científica NPS No. 2 Archivado el 9 de octubre de 2012 en Wayback Machine. Archived  </link>
- Geología del parque Adirondack
- Portnoy, JW et al., Atlas de datos de Kettle Pond para Cape Cod National Seashore: paleoecología y química moderna del agua Archivado el 23 de junio de 2018 en Wayback Machine. Archived  </link> Abril de 2001, 118 págs., obtenido el 23 de junio de 2018.

- Datos: Q1424609
- Multimedia: Kettle hole / Q1424609